# Eavan Boland
Eavan Boland   (Dublín, 24 de setembre de 1944 - Dublín, 27 d'abril de 2020)fou una poeta, escriptora i professora irlandesa. Va exercir de professora a la Universitat Stanford, des de 1996. La seva obra tracta la identitat nacional irlandesa, i la funció de les dones en la història d'aquest país.
El seu primer llibre de poesia va ser New Territory publicat en 1967 a l'editorial de Dublín Allen Figgis. A aquest li varen seguir The War Horse (1975), In Her Own Image (1980) i Night Feed (1982), que varen establir la seva reputació com a relatora de les vides ordinàries de dones i de les dificultats afrontades per les dones poetes en un món literari dominat pels homes.
Els seus llibres de poesia inclouen Domestic Violence (W. W. Norton i Co., 2007),Against Love Poetry (W. W. Norton i Co., 2001), The Lost Land (1998), An Origin Like Water: Collected Poems 1967–1987 (1996), In a Time of Violence (1994), Outside History: Selected Poems 1980–1990 (1990), The Journey and Other Poems (1986), Night Feed (1982), i In Her Own Image (1980). A més dels seus llibres de poesia, Boland és també l'autora de Object Lessons: The Life of the Woman and the Poet in Our Time (W. W. Norton, 1995), un volum de prosa, i co-editora de The Making of a Poem: A Norton Anthology of Poetic Forms (W. W. Norton i Co., 2000). El seu últim llibre de prosa és A Journey With Two Maps: Becoming a Woman Poet (W. W. Norton, 2011 i Carcanet Press UK).

## Traduccions al català
- Sal oceànica / Ocean salt; traducció de Miquel Àngel Llauger; Salze editorial, 2022, ISBN 9788409376810.